# Panbabilonisme
Panbabilonianisme és una escola de pensament dins de l'Assiriologia i els estudis religiosos que considera que la Bíblia hebrea i judaisme com directament derivats de la cultura Babilònica i la seva mitologia.

## Història
S'inicià en el segle xix, i va guanyar gran popularitat al segle xx, va ser defensada en particular per Alfred Jeremias.
En general, el Panbabilonianisme va tractar de demostrar que les mitologies més importants i cosmovisions occidentals, tenen el seu origen en un antic sistema dels mites astrals de Babilònia. Hugo Winckler va sostenir que tot el món es va originar del mite de la religió babilònica astral que s'havia originat al voltant de 3000 aC. Tots dos Winckler i Jeremies van defensar l'analogia entre la mitologia de Mesopotàmia i la mitologia d'Israel. Peter Jensen va sostenir que pràcticament tota la Bíblia va ser una reescriptura de l'Epopeia de Gilgamesh.
Les idees presentades en el seu marc encara tenen importància en els estudis mitològics. Això és principalment a causa de les òbvies similituds entre els mites en la Bíblia relativament jove i els molt més antics mites de la mitologia politeista antiga.
Algunes de les idees del Panbabilonianisme apareixen al segle xix en la polèmica protestant contra l'Església Catòlica, especialment en The Two Babylons, un pamflet produït pel teòleg escocès Alexander Hislop. El seu tema central és la seva afirmació que l'Església Catòlica Romana és una continuació encoberta de la religió pagana de Babilònia.

## Vegeu
- Literatura mesopotàmica
- La ciència i la Bíblia
- Influència Babilònica a la Bíblia